# Rozložná
Rozložná é um município da Eslováquia, situado no distrito de Rožňava, na região de Košice. Tem 12,59 km² de área e sua população em 2018 foi estimada em 204 habitantes.

## Demografia
| Ano:        | 1994 | 2004    | 2014  | 2024   |
| ----------- | ---- | ------- | ----- | ------ |
| Broj ljudi: | 167  | 200     | 205   | 202    |
| Razlika:    |      | +19,76% | +2,5% | -1,46% |

| Ano:               | 2023 | 2024   |
| ------------------ | ---- | ------ |
| Número de pessoas: | 209  | 202    |
| Diferença:         |      | -3,34% |